# Pilosocereus vilaboensis
Pilosocereus vilaboensis ist eine Pflanzenart in der Gattung Pilosocereus aus der Familie der Kakteengewächse (Cactaceae). Das Artepitheton vilaboensis bezieht sich auf den alten Ortsnamen „Vila Boa“ für die Stadt Goiás.

## Beschreibung
Pilosocereus vilaboensis wächst strauchig, verzweigt an der Basis und erreicht Wuchshöhen von bis zu 1,4 Metern. Die aufrechten, glatten, grünen Triebe weisen Durchmesser von 3,5 bis 5,5 Zentimetern auf. Es sind 12 bis 16 Rippen vorhanden. Die durchscheinenden gold- bis rosafarbenen Dornen sind manchmal borstenartig. Die 2 bis 8 abstehenden Mitteldornen sind 0,4 bis 3 Zentimeter lang. Die 10 bis 20 ausgebreiteten Randdornen sind 4 bis 30 Millimeter lang. Der blühfähige Teil der Triebe ist schwach ausgeprägt. Die blühfähigen Areolen sind in der Nähe der Triebspitze zerstreut und tragen goldfarbene Borsten sowie lange, weiße Haare.
Die trichterförmigen, allmählich erweiterten Blüten sind bis zu 5 Zentimeter lang und erreichen Durchmesser von 3 bis 5 Zentimetern. Die kugelförmigen Früchte weisen Durchmesser von 3 bis  4 Zentimetern auf und enthalten ein weißes Fruchtfleisch.

## Verbreitung, Systematik und Gefährdung
Pilosocereus vilaboensis ist im brasilianischen Bundesstaat Goiás verbreitet.
Die Erstbeschreibung als Pseudopilocereus vilaboensis wurde 1983 von Lothar Diers und Eddie Esteves Pereira (* 1939) veröffentlicht. Pierre Josef Braun (* 1959) stellte die Art 1988 in die Gattung Pilosocereus.
Es werden folgende Unterarten unterschieden:
- Pilosocereus vilaboensis subsp. vilaboensis
- Pilosocereus vilaboensis subsp. pluricostatus N.P.Taylor, Zappi & P.O.Rosa
- Pilosocereus vilaboensis subsp. rizzoanus (P.J.Braun & Esteves) N.P.Taylor & Zappi

In der Roten Liste gefährdeter Arten der IUCN wird die Art als „Least Concern (LC)“, d. h. als nicht gefährdet geführt.

## Nachweise

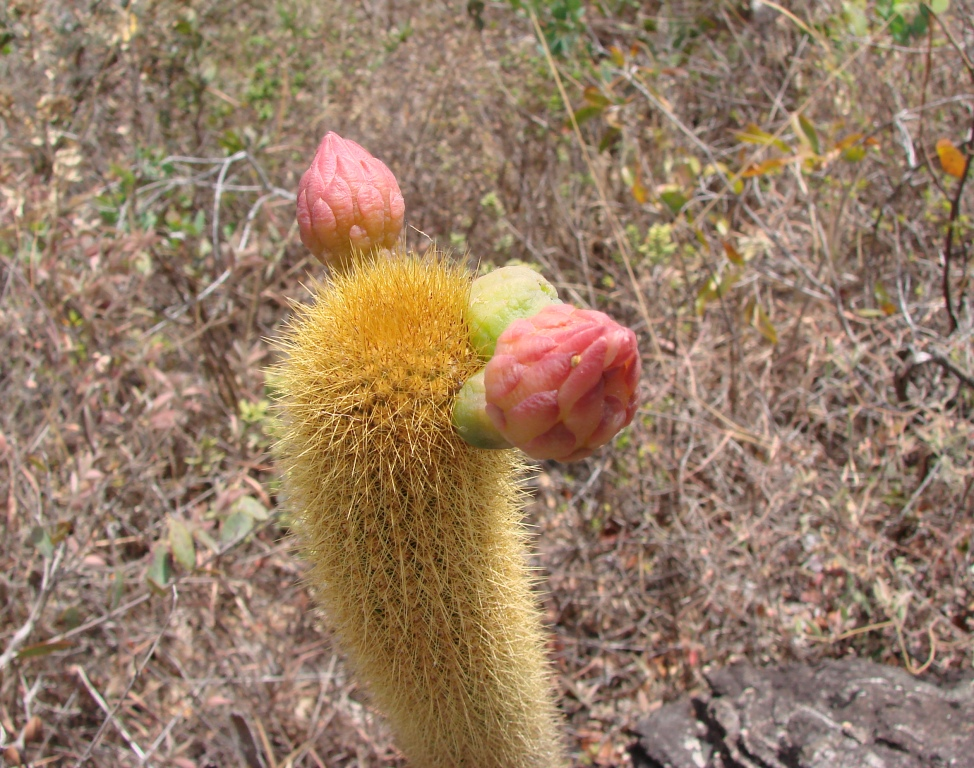
Blütenknospen von Pilosocereus vilaboensis.